# Jüdische Gemeinde Bourbonne-les-Bains
Eine Jüdische Gemeinde in Bourbonne-les-Bains, einer französischen Gemeinde im Département Haute-Marne in der Region Grand Est, bestand seit dem 18. Jahrhundert.

## Geschichte
Juden ließen sich in Bourbonne-les-Bains während der Französischen Revolution 1790 nieder. Die jüdische Gemeinde zählte 92 Mitglieder im Jahr 1845 und hatte bereits ab 1837 eine jüdische Volksschule. Bereits vor 1825 existierte eine Synagoge, denn bereits in diesem Jahr wird ein angestellter ministre-officiant genannt. In der Synagoge, Rue des Capucins, fand 1914 letztmals ein Gottesdienst statt. Sie wurde verkauft und wird bis heute als Wohnhaus genutzt.

## Nationalsozialistische Verfolgung
Während des Zweiten Weltkriegs wurden die nach Bourbonne-les-Bains geflüchteten Juden, die in dem Kurort versuchten unterzutauchen, deportiert und ermordet. An der Schule erinnert eine Gedenktafel an die deportierten Kinder.

## Friedhof
Der jüdische Friedhof in Bourbonne-les-Bains wurde 1829/30 errichtet. Er befindet sich in der Flur Sous les Plaudes und heute sind noch ungefähr 50 Grabsteine (Mazevot) vorhanden. 